# تمرد دونغان (1862–1877)
تمرد دونغان (1862–1877) أو حرب أقلية الهوي هي حرب عرقية ودينية اندلعت في القرن التاسع عشر في الصين، وهو المصطلح الذي يشمل أحيانًا تمرد بانثاي الذي وقع في مقاطعة يونان خلال نفس الفترة. اندلع التمرد على أيدي مسلمي عرقية الهوي وغيرهم من العرقيات المسلمة في الصين في مقاطعات شنشي وقانسو ونينغشيا وسنجان بين سنتي 1862-1877 م. كان سبب اندلاع التمرد هو الخلاف على سعر أعواد البامبو التي يبيعها الهوي للتجار الهان. بلغ عدد القتلى نحو 20.77 مليون في شنشي وقانسو معظمهم مات بسبب كوراث طبيعية كالمجاعة التي سببتها الحرب وكان معظمهم من المدنيين الهان.
اندلع التمرد في الضفة الغربية للنهر الأصفر في شنشي وقانسو ونينغشيا، ولم تمتد إلى مقاطعة تشينجيانغ. شهد التمرد حالة من الفوضى، وحروب عصابات وانعدام للهدف بين المتقاتلين، وهو عكس ما شاع أن التمرد كان ضد أسرة تشينغ، فلم يحاولوا اقتحام العاصمة بكين، أو حتى محاولة طرد أسرة تشينغ. وبعد فشل التمرد، هاجر شعب دونغان هجرة جماعية إلى أراضي الإمبراطورية الروسية.

## الثورة في قانسو وشنشي

### خلفية
وقع تمرد دونغان على أيدي شعب الهوي بسبب عداء اثني وصراع طبقي، وليس مجرد نزاع ديني كما يُفترض بشكل خاطئ في بعض الأحيان.
حين انتهكت سلالة التشينغ سلالة المينغ عام 1644، قاد موالو المينغ المسلمون في قانسو بقيادة المسلمَين ميلاين ودينغ غودونغ، تمردًا في عام 1646 ضد سلالة التشينغ  خلال ما يُعرف بتمرد الميلاين لطرد التشينغ خارجًا واستعادة أمير المينغ يانتشانغ زو شيشوان إلى العرش كإمبراطور. كان موالو المينغ المسلمون مدعومين من قِبل سلطان إمارة هامي سعيد بابا وابنه الأمير تورومتاي. انضم التبتيون والهان الصينيون إلى موالي المينغ المسلمين في الثورة. بعد اقتتال شديد ومفاوضات، جرى الاتفاق على معاهدة سلام في عام 1649، وتعهد ميلاين ودينغ بالولاء شكليًا للتشينغ ومُنحا رتب عسكرية باعتبارهم أعضاء في جيش التشينغ. حين نهض موالو المينغ المسلمون الآخرون في الصين الجنوبية وأُجبر التشينغ على سحب قواتهم من قانسو لقتالهم، أخذ ميلاين ودينغ الأسلحة مرة أخرى وتمردا ضد التشينغ. بعد ذلك سُحق موالو المينغ المسلمون من قِبل 100,000 من التشينغ، وقُتل ميلاين ودينغ غودونغ وتورومتاي في المعركة.
عمل الباحث الكونفوشيوسي المسلم من اثنية الهوي ما زو (1640 – 1710) مع موالي المينغ الجنوبيين ضد التشينغ.
خلال فترة حكم الإمبراطور تشيان لونغ (1735 – 1796)، علّق الباحث وي شو على مقالة جيانغ تونغ شيرونغلن، قائلًا أنه إذا لم يهاجر المسلمون، فسينتهي بهم المطاف مثل قبائل الهو الخمسة (أو البرابرة الخمسة)، الذين أطاحوا بسلالة جين الغربية وتسببوا بنشوب صراع اثني، أكثر مما هو ديني، بين الهو الخمسة والهان الصينيين. خلال حكم الإمبراطور تشيان لونغ، كان هناك صدامات بين سلطات التشينغ وطائفة الجهرية الصوفية، لكن ليس مع الغالبية من السنة غير الصوفيين أو أتباع الخفية الصوفية.
ارتحل الصينيون المسلمون إلى غرب آسيا لعدة سنوات قبل حرب أقليات الهوي. في القرن الثامن عشر درس رجال دين مسلمون بارزون من قانسو في مكة واليمن على يد معلمي الصوفية النقشبندية. أُحضر نموذجان مختلفان من الصوفية إلى شمال غرب الصين من قِبل شيخين من الهوي ذوي شخصيات مؤثرة: الخفية، التي أحضرها ما ليشي (1681 – 1766)، والجهرية المتطرفة أكثر، التي أسسها ما مينغشين (1719? – 1781). تعايشت هذه النماذج مع الشعائر السنية غير الصوفية الأكثر تقليدية، وتمركزت حول الجوامع المحلية وعُرفت بالمدرسة القديمة (غيديمو). كان يُشار إلى المدرسة الخفية والتقليد القديم غير الصوفي –  تقبلتهما سلطات التشينغ كِلاهما – «بالتعليم القديم»، بينما عُرفت الجهرية، التي نُظر إليها من قِبل السلطات بريبة، «بالتعليم الجديد».
أدت الخلافات بين أتباع الخفية والجهرية، بالإضافة إلى سوء الإدارة الملموس، والفساد ومواقف مسؤولي التشينغ المعادية للصوفية، إلى نشوب ثورات من قِبل شعب الهوي والسالار أتباع التعليم الجديد عام 1781 و1783، لكنها قُمعت بسرعة. ساهمت الأعمال العدائية بين مجموعات مختلفة من الصوفيين بمناخ العنف هذا قبل تمرد دونغان بين عامي 1862 و1877.
في الثورة الجهرية، أدى العنف الطائفي بين طائفتين متفرعتين من أتباع الصوفية النقشبندية، وهما مسلمي الجهرية الصوفية، وخصومهم مسلمو الصوفية الخفية، إلى قيام ثورة مسلمي الصوفية الجهرية التي سحقتها سلالة التشينغ في الصين بمساعدة مسلمي الصوفية الخفية.

### مسار الثورة
مع اقتراب قوات مملكة تايبينغ جنوب شرق شنشي في ربيع عام 1862، شكل الهان الصينيون المحليون، بتشجيع من حكومة التشينغ، مجموعات يونغ يينغ المقاتلة للدفاع عن المنطقة من المهاجمين. كرد فعل على خشيتهم من الهان الذين أصبحوا مسلحين الآن، شكل المسلمون قواتهم المقاتلة الخاصة.
وفقًا لبعض المؤرخين، بدأ تمرد دونغان عام 1862، ليس كثورة مخططٌ لها لكن كسلسلة متتالية من  المشاجرات وأعمال الشغب التي أُثيرت إزاء أسباب تافهة. كان هناك شائعات منتشرة أيضًا – مزيفة، كما تبين – بأن مسلمي الهوي كانوا يساعدون متمردي التايبنغ. يُقال أيضًا أن ما سياو- شي، من الهوي، ادعى أنه كان لثورة مسلمي شنشي علاقة بتمرد التايبنغ.
كانت العديد من قوات الجيش الأخضر الموحد التابعة للجيش الإمبراطوري هي من شعب الهوي. وفقًا لبعض المؤرخين، بدأت إحدى المشاجرات العديدة وأعمال الشعب التي ساهمت بحدوث الثورة، بسبب قتال حول سعر أعواد البامبو التي كان يبيعها تاجر من الهان لأحد الهوي. بعد ذلك، هاجمت عصابات الهوي شعب الهان وجماعات أخرى من الهوي لم ينضموا إليهم في الثورة. لقد كان ذلك النزاع على أعواد البامبو الذي بدا تافهًا وغير مهم هو الذي أشعل ثورة واسعة النطاق. على أي حال، وفقًا للتسجيلات التاريخية من ذلك العصر، كانت أعواد البامبو تُشترى بكميات كبيرة من قِبل الهوي لصنع الرماح كأسلحة. علاوة على ذلك، كان هنالك في الأساس هجمات على بلدات الهان قبل حادثة البامبو في شنغشانغ. تُظهر التسجيلات التاريخية من ذلك العصر أنه قبل النزاع حول سعر أعواد البامبو، كان هنالك في الأساس خطط بين جماعات الهوي لتأسيس دولة إسلامية في غرب الصين. نُظِّموا من خلال الجوامع والملالي، إذ بدأ شعب الهوي في شنشي بشراء أعواد البامبو بكميات كبيرة. استُخدمت هذه الأعواد بعد ذلك لصنع الرماح. قبل حادثة البامبو في شنغشانغ كان هنالك هجمات على شعب الهان في مقاطعتي دالي ووينان. خشية الملاحقة والاضطهاد، هرب شعب الهان الموجود في شنشي من الهوي أو اختبأوا في أقبية تحت الأرض. لاحظ مسؤول من المانشو أنه كان هناك العديد من المواطنين المخلصين من بين المسلمين الذين لم يشاركوا مع الثائرين، وحذر بلاط التشينغ بأن إبادة جميع المسلمين سيجبر المخلصين منهم على دعم الثوار وسيصبح الوضع أكثر سوءًا. قال «بين المسلمين، هناك السيئين بالتأكيد، لكن بلا شك هناك أيضًا العديد من الأشخاص السلميين الملتزمين بالقانون. إذا قررنا تدميرهم جميعًا، فإننا ندفع الجيدين منهم للانضمام إلى الثوار ونصنع لأنفسنا عملًا رهيبًا لا ينتهي من قتل المسلمين».
نظرًا لهيبة سلالة التشينغ الضعيفة وكون جيشها مشغول في مكان آخر، انتشر التمرد الذي بدأ في ربيع عام 1862 في وادي نهر وي بسرعة عبر جنوب شرق شنشي. بحلول أواخر عام 1862، حاصرت عصابات المسلمين المنظمة مدينة شيان، التي لم تُحرر من قِبل جنرال التشينغ دورونغا حتى خريف عام 1863. كان دورونغا حامل لواء من ألوية المانشو الثمانية، قائدًا للجيش في خونان. هزمت قواته المتمردين المسلمين  ودمرت مواقعهم بشكل كامل في إمارة شنشي، وطردوهم خارج الإمارة إلى قانسو. قُتل دورونغا لاحقًا في إحدى المعارك في مارس عام 1864 من قِبل ثوار التايبنغ في شنشي.
نصح الحاكم العام للمنطقة، إين لين، الحكومة الامبراطورية بألا تُبعد المسلمين. أوضح بشكل رسمي أنه لن يكون هناك سوء معاملة أو تفرقة للمسلمين، مما أدى إلى تنفيذ «سياسة مصالحة». حاول الثوار المسلمون الحصول على لينغ زو (لينغ وو في يومنا الحالي) وغويوان من خلال عدة هجمات على إثر شائعات زائفة انتشرت من قِبل بعض المسلمين بأن الحكومة كانت ستقتل كل المسلمين.
فر عدد كبير من اللاجئين المسلمين من شنشي إلى قانسو. شكل بعضهم «الكتائب الثمانية عشرة الكبرى» في قانسو الشرقية، عازمين على القتال للحصول على طريق عودتهم إلى مواطنهم في شنشي. بينما كان متمردو الهوي يتحضرون  للهجوم على قانسو وشنشي، أعلن يعقوب بيك - الذي فر من خانات خوقند عام 1865 أو 1866 بعد خسارة طشقند للروس - نفسه حاكمًا على كاشغر وسرعان ما تمكن من أخذ السيطرة على سنجان (أو شينجيانغ).   